# رنکا
رنکا (به اسپانیایی: Renca) یک شهرستان در شیلی است که در استان سانتیاگو واقع شده‌است. رنکا ۲۴٫۲ کیلومتر مربع مساحت و ۱۳۳٬۵۱۸ نفر جمعیت دارد.